# Мориц, Жигмонд
Жигмонд Мориц (венг. Móricz Zsigmond; 29 июня 1879 — 4 сентября 1942) — известный венгерский писатель, представитель реализма.

## Биография
Родился в 1879 году в реформатской семье Балинта Морица и Эржебет Паллаги. Со стороны матери писатель происходил из обедневшего, но древнего дворянского рода, а его отец был потомком крепостных. Учился в Дебрецене.
В 1903 году начал работу журналистом для газеты «Az Újság», с которой продолжал сотрудничество до 1909 года.
Во время революционных республиканских правительств (1918—1919) после Первой мировой войны был вице-президентом Академии Вёрёшмарти. После падения поддерживаемой им Венгерской советской республики на Морица посыпались гонения хортистского режима: его исключили из литературного Общества Кишфалуди, его пьесы были запрещены к исполнению в Национальном театре, и его работы публиковались только в «Nyugat» и «Az Est». В конце 1929 года он стал редактором прозы в «Nyugat» («Запад»), который стал самым влиятельным венгерским литературным журналом XX века.
В 1905 году Мориц женился на Евгении Холикс. Страдавшая от депрессии, она покончила жизнь самоубийством в 1925 году. Уже в 1926 году писатель женился на Марие Шимон. Умер от инсульта, узнав по телефону о рождении внучки.

## Произведения
- Будь честным до самой смерти. — М.: Детгиз, 1959.
- Мотылёк / Пер. О. Громова, И. Салимона // Призрак в Лубло: Сб. — М.: Молодая гвардия, 1988. — (Мир приключений).

## Экранизации
- 1936 — Хортобадь, режиссёр Георг Хёллеринг (по рассказу Komor ló)